# Araneus tellezi
Araneus tellezi là một loài nhện trong họ Araneidae.
Loài này thuộc chi Araneus. Araneus tellezi được Herbert Walter Levi miêu tả năm 1991.